# Новинки (Воротынский район)
Новинки — сельский посёлок в составе Семьянского сельсовета в Воротынском районе Нижегородской области.

## Географическое положение
Посёлок Новинки находится в южной части Воротынского района в 22 км от Воротынца.